# Phradis nigritulus
Phradis nigritulus är en stekelart som först beskrevs av Johann Ludwig Christian Gravenhorst 1829.  Phradis nigritulus ingår i släktet Phradis och familjen brokparasitsteklar. Inga underarter finns listade i Catalogue of Life.